# Joseph Maximilian Ossolinski

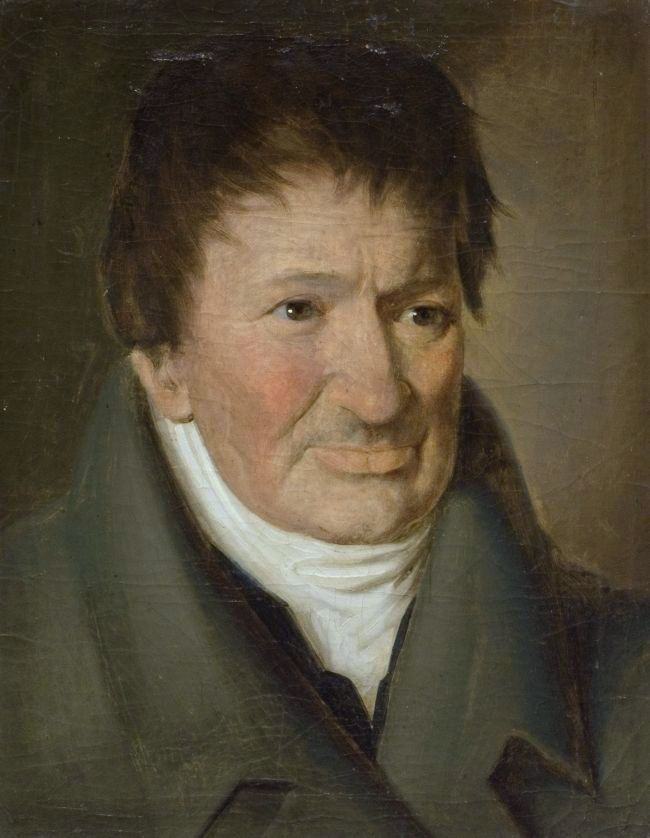
Joseph Maximilian Ossolinski, Ölgemälde von Jan Maszkowski (Lwowska Galeria Obrazów)

Joseph Maximilian Ossolinski, polnisch Józef Maksymilian Ossoliński (* 1748 in Wola Mielecka, Woiwodschaft Sandomir; † 17. März 1826 in Wien) war ein polnisch-österreichischer Adeliger, Literatur- und Kulturhistoriker, Bibliophiler, Schriftsteller, Politiker, Mäzen und Begründer des Ossolineums. Er trug den Titel Graf von Tenczyn.

## Leben

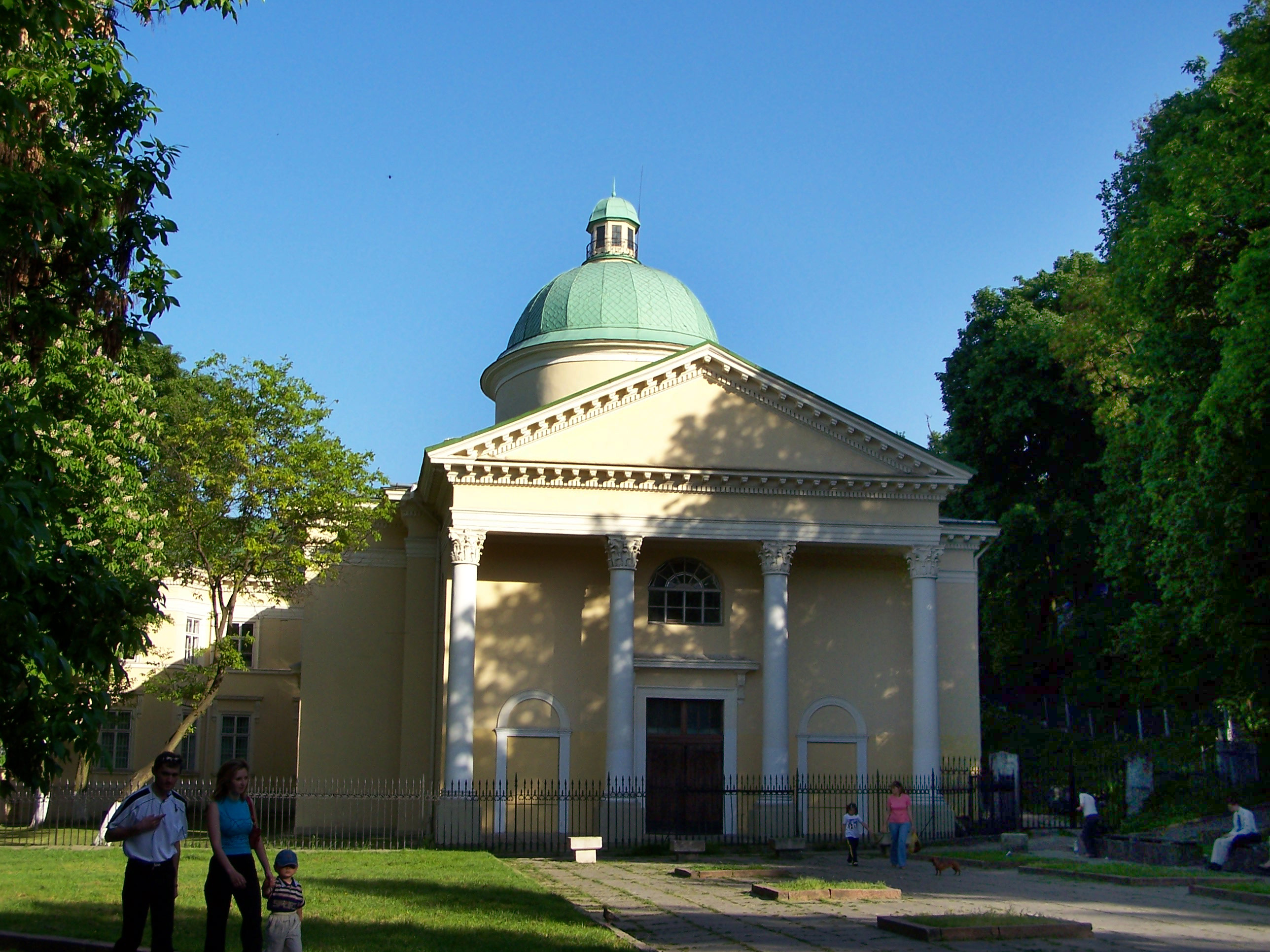
Ehemaliges Ossolineum in Lviv / Lemberg (Ukraine)

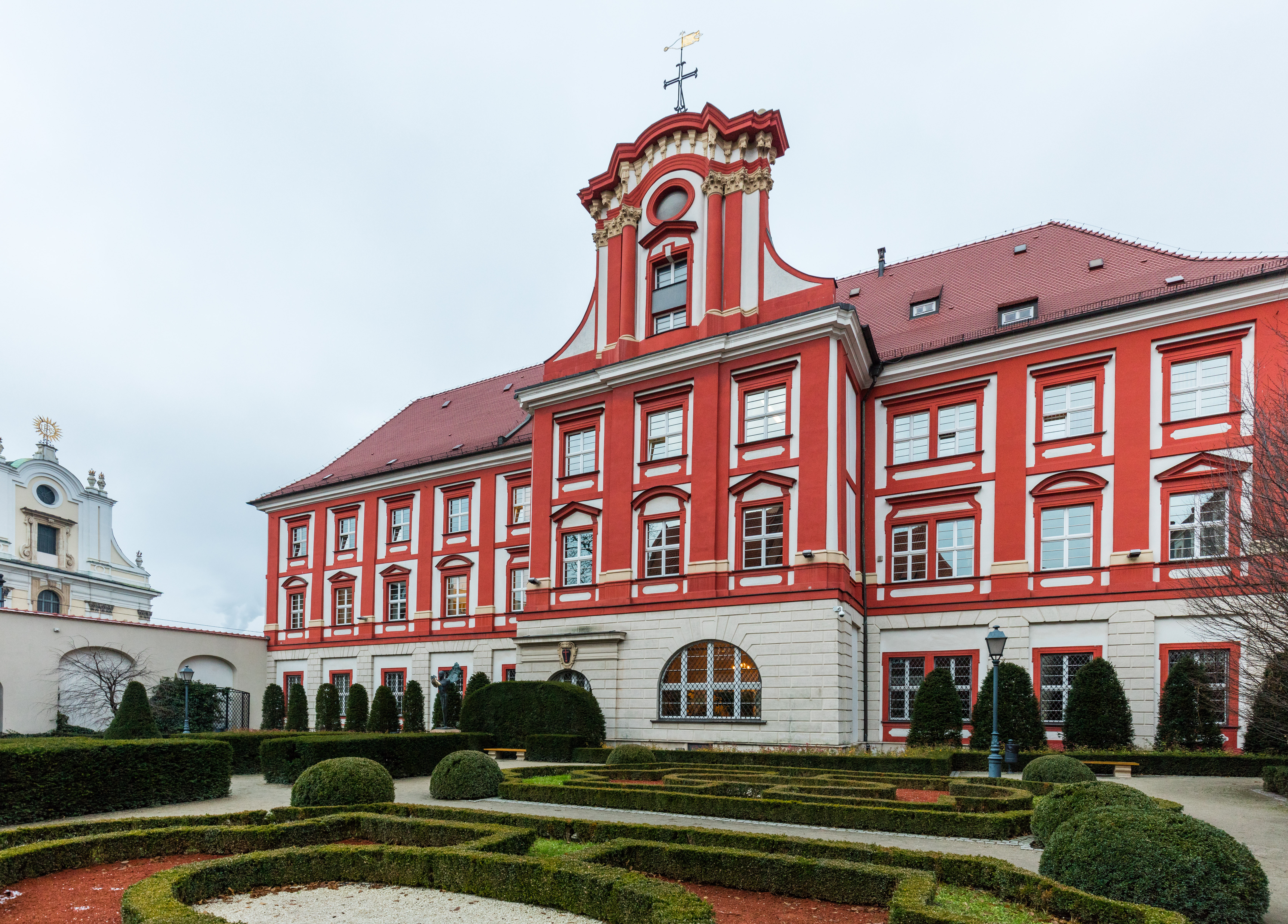
Heutiges Ossolineum in Breslau

Joseph Maximilian entstammte dem polnischen Adelsgeschlecht Ossoliński und ist der Urenkel des polnischen Staatsmannes und Grafen Jerzy Ossolinski. Als Jugendlicher war er ein zurückhaltender und tief religiös geprägter Mensch. Seine erste Ausbildung erhielt er ab 1762 am Jesuitenkolleg in Warschau. Während seiner Studien befasste sich Ossolinski mit Geschichte und Literatur.
Infolge der Teilungen Polens wurde er österreichischer Staatsbürger. Durch sein frühes politisches Interesse wurde er Mitglied in der Galizischen Ständedeputation am Hofe in Wien, wo er seit 1789 lebte. Das Interesse am polnischen Literaturleben führte zu zahlreichen gesellschaftlichen Kontakten, wodurch sein Haus bald als ein Treffpunkt slawophiler Gelehrter Bekanntheit erlangte. Die damit verbundenen Verdienste blieben nicht unberücksichtigt. Zuerst verlieh ihm Kaiser Franz I. im Jahr 1808 den Titel eines Geheimrates und ernannte ihn 1809 zum Vorsteher der kaiserlichen Hofbibliothek.

Nach der Zweiten Teilung Polens begann Ossolinski 1794 mit der Sammlung polnischer Literatur. Aus den zunächst kleineren Sammlungserfolgen vergrößerte sich seine Bibliothek im Zuge der Säkularisation aller Klöster in Österreich. Der „Gräfliche Ossolinskische Bibliothekar“ Samuel Gottlieb Linde arbeitete bis 1803 an der Ossolinskischen Bücherei und sammelte polnisches Schriftmaterial für sein Polnisch-Deutsches Wörterbuch.
Zur Förderung des galizischen Kultur- und Literaturlebens erlangte Ossolinski bei Kaiser Franz I. eine Genehmigung zur Errichtung seiner Familienstiftung. Nach seinem schriftlich niedergelegten Willen gingen seine Bibliothek, die Sammlungen von Kupferstichen, Karten und Medaillen in das Vermögen der Stiftung ein. Auf diese Weise entstand das nach ihm benannte National-Institut (Bibliotheca patria), später Ossolineum.
Im Jahr 1817 kaufte Ossolinski mit privaten Mitteln vom ehemaligen Karmeliterkloster ein Gebäude in Lemberg, um die Sammlungsbestände unterzubringen. Weiterhin verfügte er einen regelmäßigen Geldbetrag, damit die Tätigkeit eines Bibliothekars, eine regelmäßige Publikation und der Ankauf neuer Werke gesichert werden konnten. Ein angegliederter Verlag ermöglichte die Veröffentlichung themenspezifischer Publikationen. Nach der Nationalbibliothek in Warschau und der Jagiellonen-Bibliothek von Krakau ist das Ossolineum heute die drittgrößte polnische Sammlung ihrer Art.
Seine Sammlungen zu vergrößern bemühte sich Ossolinski vielfach und erfolgreich. Der größte Zugang zu seinen Lebzeiten gelang ihm durch eine vertragliche Vereinbarung von 1823 mit Fürst Henryk Lubomirski, wodurch die Sammlungen der Familie Lubomirski in das Ossolineum aufgenommen wurden.
Wegen seines unermüdlichen Wirkens für die nationalen polnischen Anliegen wurde er 1817 zum Kron-Großmarschall des Königreichs Galizien und 1825 zum Oberlandhofmeister des Königreichs Lodomerien ernannt.
Ossolinski war auch mit Ludwig van Beethoven befreundet, der 1816 in Ossolinskis Landhaus (Schloss Braiten) bei Baden bei Wien einen Sommer verbrachte.
In hohem Alter starb Ossolinski erblindet in Wien und wurde auf dem Matzleinsdorfer Friedhof begraben. Seine Grabstätte fiel schon im 19. Jahrhundert einem Bahnausbau zum Opfer.

## Verdienste
Durch das Wirken von Ossolinski und Bętkowski in der Warschauer Gesellschaft der Freunde der Wissenschaften (von 1800 bis 1831) konnten die systematischen Forschungen zur polnischen Literaturgeschichte modernisiert werden.
Ossolinski hatte in der von ihm geführten kaiserlichen Hofbibliothek den Bibliothekar Samuel Gottlieb Linde beschäftigt. Dieser gab in Warschau unter Protektion seines Förderers in den Jahren 1807 bis 1814 das Słownik języka polskiego (Wörterbuch der polnischen Sprache, sechs Bände) heraus.
Nach polnischer Teilung und Aufhebung des Jesuitenordens wurde 1773 auch die Universität Lemberg aufgelöst. Damit fehlte in der Region Galizien ein wissenschaftlicher Standort. Im Jahr 1784 wurde auf Geheiß des Kaisers Joseph II. die Lemberger Universität als Josephinum neu gegründet. Die Unterrichtssprachen waren Latein und Deutsch. Ein bedeutenderer Impuls für die polnische Kultur ergab sich erst 1817 mit der Gründung des National-Institutes (heute Ossolineum) durch die Stiftungstätigkeit Ossolinskis.

## Mitgliedschaften und Würdigungen
- Mitglied der Warschauer Gesellschaft der Freunde der Wissenschaften
- Mitglied der k.k. Wiener Akademie der freien Künste
- Mitglied der Akademie von Wilna
- Mitglied der Akademie von Krakau (Akademia Krakowska)
- Ehrendoktorschaft der Jagiellonen-Universität
- Mitglied in der Königlichen Gesellschaft der Wissenschaften zu Göttingen
- seit 1789 Mitglied der galizischen Ständedeputation in Wien
- Träger des St.-Stephans-Ordens

## Werke
- Wiadomości historyczno-krytyczne do dziejów literatury polskiej (3. Bde.) Krakau 1819–1822
- Wieczory badeńskie (Badener Abende) (1793–1794), Krakau 1852
- Rozmyślania ślepego (Betrachtungen eines Erblindeten)